# میراندا مارتینو
میراندا مارتینو (ایتالیایی: Miranda Martino؛ زادهٔ ۲۹ اکتبر ۱۹۳۳) خواننده و بازیگر اهل ایتالیا است.
نخستین حضور حرفه‌ای او به عنوان خواننده در سال ۱۹۵۹ میلادی در جشنواره موسیقی سانرمو بود. او در سال ۱۹۶۳ با آلبوم موسیقی «ناپولی» که حاوی ۱۲ ترانهٔ ناپلی بود، به موفقیت چشمگیری نائل شد. تنظیم‌کنندهٔ آهنگ‌های این آلبوم موسیقی انیو موریکونه بود.
از فیلم‌های او می‌توان به پائولو بارکا، معلم مدرسه و برهنه‌گرای آخر هفته اشاره کرد.